# استیون جردن
استیون جردن (انگلیسی: Stephen Jordan؛ زادهٔ ۶ مارس ۱۹۸۲) یک بازیکن فوتبال است.